# Chellalat El Adhaoura
 (juin 2013).
Si vous disposez d'ouvrages ou d'articles de référence ou si vous connaissez des sites web de qualité traitant du thème abordé ici, merci de compléter l'article en donnant les références utiles à sa vérifiabilité et en les liant à la section « Notes et références ».
Chellalet El Adhaoura ou Chellalat El Adhaoura (شلالة العذاورة en arabe), Chellala des Adaouras ou Maginot pendant la colonisation française, est une commune algérienne de la wilaya de Médéa.
Sa population compte 27 300 habitants au dernier recensement de 2008.

## Géographie
|                        | Ridane (Wilaya de Bouira ) |           |
| Kef Lakhdar , Tafraout | Chellalet El Adhaoura      | Cheniguel |
|                        | Aïn Ouksir                 |           |

Chellalet El Adhaoura est située à 140 kilomètres au sud de la capitale Alger, elle est caractérisée par sa nature agricole. Elle est bordée par Souagui (34km) et Sour El-Ghozlane (62km) au nord et à l’est par Sidi Aïssa (66km), Ain Boucif (29km) à l’ouest et Aïn El Hadjel (71km) et Birine (58km) au sud. Son climat est de type continental, froid en hiver et un peu chaud en été.
Chellalet El Adhaoura représente un carrefour entre plusieurs wilayas, Médéa (98km), Bouira (98km), Msila (132km) et Djelfa (190km). La ville de Chellalet El Adhaoura représente un nœud entre le nord et le sud de l’Algérie. Elle est traversée quotidiennement par un nombre très important de véhicules.

## Histoire
Au temps de la présence romaine en Afrique, la ville portait le nom de Afoul. Les restes d'un théâtre y ont été repérés.
Chellalet El Adhaoura, servit sous la colonisation française de poste militaire à partir de 1845 et reçut le nom de Maginot. Mostefa Lacheraf décrit le village du début du XXe siècle : "Le point de départ était toujours le grand marché hebdomadaire de Chellalet-al-Adhaoura qui se tenait le jeudi et attirait les nombreuses collectivités paysannes ou transhumantes semi-nomades des environs et leurs produits. L 'emplacement de ce marché important à la lisière entre le Tell et les Hauts-Plateaux n'est autre qu'un curieux village tout entier composé d'un vaste espace en partie rocheux et qu'entourent sur les quatre côtés de l'enceinte, des maisons, des boutiques, des fondouks et quelques cafés maures avec une arrière-cour destinée à parquer les montures et les bêtes de somme, ânes, mulets, chevaux, chameaux des forains. Légèrement circulaire en raison de l'alignement assez irrégulier des constructions soudées les unes aux autres et ne laissant d'issue qu'aux trois portes de perception des redevances exigées par le fisc les jours de marché hebdomadaire. Chellala des Adhaoura, appelée du nom d'une fontaine publique dont l'eau abondante retombe en cascade sur le versant du ravin... "

## Démographie
| 1977  | 1987   | 1998   | 2008   |
| ----- | ------ | ------ | ------ |
| 5 935 | 13 217 | 22 330 | 26 077 |

## Économie
Chellalet El Adhaoura a l’un des plus grands marchés hebdomadaires d’Algérie. Ce marché s’étale sur deux jours. L’économie locale porte sur l’agriculture, le commerce mais surtout l’élevage d’ovins.

## Sport

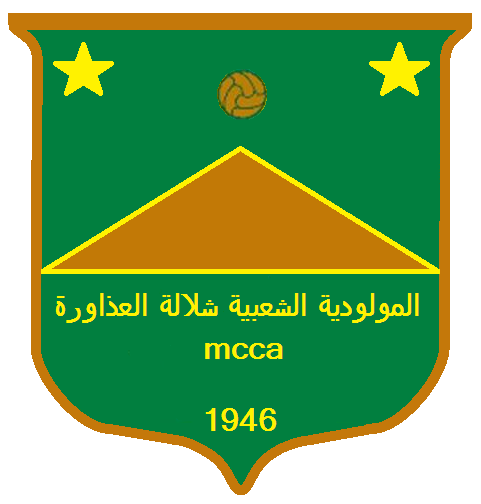
شعار فريق شلالة العذاورة

Les deux clubs de la commune sont Mouloudia Chellala Des Adaouras(1946) et l’IRB Chellala Des Adaouras.

## Personnages célèbres
- Mostefa Lacheraf,
- Cherif Ben Saidi
- Mohammed Ben Kouider
- Mokhtar Ben Kouider El Titraoui